# Sébastien Rutés
Œuvres principales
- Pas de littérature ! (2022)
- Mictlán (2020)
- La Vespasienne (2018)

Sébastien Rutés, né le 12 juin 1976 à Annecy, est un universitaire et un romancier français.

## Biographie
Sébastien Rutés est écrivain et maître de conférences.
Agrégé d'espagnol, il obtient son doctorat en 2003 à l'Université Paris 3 Sorbonne Nouvelle avec une thèse consacrée aux stratégies de l'intertextualité dans l'œuvre du romancier mexicain Paco Ignacio Taibo II.
Maître de conférences à l’Université de Lorraine, il enseigne pendant quinze ans la littérature latino-américaine et consacre sa recherche aux littératures de genre dans le monde hispano-américain, plus particulièrement au Mexique.
Désormais, il se consacre à l’écriture et à la traduction. Il a publié huit romans, notamment chez Actes Sud, Albin Michel et Gallimard.
En 2021, avec Mictlán, il est lauréat du prix Mystère de la critique et du prix Marianne - Un Aller-Retour dans le Noir.

## Œuvres

### Romans
- Le Linceul du vieux monde, L'Écailler, coll. « L'Atinoir », 2008  (ISBN 978-2-918112-01-3)
- La Loi de l'Ouest, L'Écailler, coll. « L'Atinoir », 2009  (ISBN 978-2-918112-12-9)
- Mélancolie des corbeaux, Actes Sud, coll. « Actes noirs », 2011  (ISBN 978-2-7427-9907-7)Réédition, Actes Sud, coll. « Babel noir » no 134, 2015 (ISBN 978-2-330-05126-6)
- Monarques, Albin Michel, 2015  (ISBN 978-2-226-31810-7)Écrit avec Juan Hernández Luna. Réédition, LGF, coll. « Le Livre de poche » no 34573, 2017 (ISBN 978-2-253-07091-7)
- La Vespasienne, Albin Michel, 2018  (ISBN 978-2-226-40213-4)
- Mictlán, Gallimard, coll. « La Noire », 2019  (ISBN 978-2-07-287057-6)Réédition, Gallimard, coll. « Folio policier » no 930, 2021 (ISBN 978-2-07-292249-7)
- Pas de littérature !, Gallimard, coll. « La Noire », 2022  (ISBN 9782072954764)
- Le Syndrome du cordonnier, Gallimard, coll. « La Noire », 2025  (ISBN 9782072954764)

### Romans jeunesses
- Eye-track, Atelier in8, 2021  (ISBN 2362241246)coll. "Faction"

### Ouvrages non fictionnels
- Lénine à Disneyland : Une étude littéraire sur l'œuvre de Paco Ignacio Taibo II, L'Écailler, coll. « L'Atinoir », 2010  (ISBN 978-2-918112-16-7)

### Traductions
- Pancho Villa, la bataille de Zacatecas, Nada, 2015 (Pancho Villa toma Zacatecas, 2013), trad. Sébastien Rutés  (ISBN 9791092457094)Écrit avec Paco Ignacio Taibo II et EKO. (roman graphique)
- La glace et le sel, Actes Sud, 2017 (La ruta del hielo y la sal, 1998), trad. Sébastien Rutés  (ISBN 978-2-330-07683-2)José Luis Zárate (roman)
- Connerland, Actes Sud, 2019 (Connerland, 2016), trad. Sébastien Rutés  (ISBN 2330120761)Laura Fernández (roman)
- Revenir à Naples, Nada, 2020 (El Olor de las Magnolias, 2018), trad. Sébastien Rutés  (ISBN 979-1092457322)Paco Ignacio Taibo II (roman)

## Prix et distinctions

### Prix
- Prix Mystère de la critique 2021 pour Mictlán[2],[3]
- Prix Marianne - Un Aller-Retour dans le Noir 2020 pour  Mictlán